# José Naya
José Naya (25 luglio 1896 – 29 gennaio 1977) è stato un calciatore uruguaiano, di ruolo attaccante.

## Palmarès

### Nazionale
- Oro olimpico: 1

Parigi 1924